# No Regrets (álbum de Laura Canales)
No Regrets es el nombre del segundo álbum de estudio como solista de la cantante tejana Laura Canales lanzado en el año 1990. Fue producido por el famoso Gilbert Velásquez y Joel Guzmán.

## Producción
Después de firmar con EMI en 1989 y lanzar su álbum debut solista "Sensualmente", Canales y su equipo deciden comenzar con las grabaciones de lo que sería el siguiente álbum de estudio para 1990. Para esto, Laura decide trabajar por segunda ocasión con el famoso productor tejano Gilbert Velásquez (responsable de éxitos de artistas como Selena, Elsa García, Grupo Límite, Jay Pérez, entre otros) y con el también aclamado Joel Guzmán. Juntos recopilan canciones que fueron éxitos en voces de otros cantantes como el tema Cómo Me duele Irte Perdiendo, original del mexicano Marco Antonio Solís. En este álbum, Laura graba otro tema más en inglés titulado Take Me Back escrito por T. Randazzo. Velásquez decidió, que para que el álbum tuviera mejor relevancia, que el cantante Jay Pérez realizara los coros en la mayoría de las canciones.
El primer sencillo del álbum fue Cuatro Caminos de José Alfredo Jiménez y el cual se convirtió en uno de sus temas más populares y representativos de su carrera. Fue lanzado dos meses antes del lanzamiento del álbum.

## Listado de canciones
| N.º | Título                         | Escritor(es)         | Duración |  |
| 1.  | «Pero No Puedo»                | Luis Silva           | 3:10     |  |
| 2.  | «Toma Mi Corazón»              | Rubén Vela           | 3:34     |  |
| 3.  | «Dime Si Tú Me Quieres»        | Maria G. Henson      | 3:35     |  |
| 4.  | «Take Me Back»                 | T. Randazzo          | 3:42     |  |
| 5.  | «Cómo Me Duele Irte Perdiendo» | Marco Antonio Solís  | 3:01     |  |
| 6.  | «No Me Puedo Contentar»        | Homer Hernández      | 3:11     |  |
| 7.  | «Cuatro Caminos»               | José Alfredo Jiménez | 3:17     |  |
| 8.  | «Sola Estoy»                   | Luis Silva           | 2:43     |  |
| 9.  | «Yo Quiero Que Vivas Conmigo»  | Rene Ornelas         | 4:03     |  |
| 10. | «Me Alegro Con Tu Cariño»      | Juan de Solís        | 2:49     |  |

- Datos: Q47457116